# Limenitis aea
Limenitis aea är en fjärilsart som beskrevs av Felder 1867. Limenitis aea ingår i släktet Limenitis och familjen praktfjärilar. Inga underarter finns listade i Catalogue of Life.